# Vlkolínec
Vlkolínec – wieś położona na słowackim Liptowie, administracyjnie wchodzi w skład miasta Rużomberk, w kraju żylińskim. Znajduje się w Trlenskiej dolinie (Trlenská dolina)  w Wielkiej Fatrze. Zabudowania wsi ciągną się na dnie głównego ciągu tej doliny oraz w jej bocznych odgałęzieniach, wzdłuż Trlenskiego potoku i dwóch jego dopływów. 

## Historia
Pierwsza wzmianka (nie wprost) o początkach istnienia osady pochodzi z 1376 roku. Zasiedlili ją najpewniej mieszkańcy niedalekiego Bieleho Potoku. W zapisie z roku 1461 miejscowość jest wymieniona jako jedna z "ulic" Rużomberku. Nazwa pochodzi od słowa wilk, jako że w przeszłości drapieżnik ten miał być w okolicy wyjątkowo liczny. W 1625 było 9 domów, z czego 4 siedlaków i 5 chałupników, w 1828 – 51. W roku 1882 Vlkolínec stał się częścią miasta Rużomberk. Podczas II wojny światowej w odwecie za działalność partyzancką Niemcy spalili część miejscowości. Spalona przez Niemców część wsi nie została odbudowana.
We wsi zachowało się typowe dla górskich obszarów Słowacji budownictwo wiejskie, tworzące odizolowaną osadę w lewym odgałęzieniu doliny, na południowych stokach szczytu Sidorovo. W 1993 r. osada ta została wpisana na listę światowego dziedzictwa UNESCO. W prawym odgałęzieniu doliny wybudowano nową drewnianą kaplicę (prowadzi do niej odgałęzienie ścieżki dydaktycznej).

## Osada  Vlkolínec
Jest to położona na południowych zboczach Sidorova grupa wyjątkowo dobrze zachowanych zabudowań, typowych dla słowackiej architektury ludowej regionu Liptowa. Tworzą one żywy, częściowo zamieszkany skansen. Są to oryginalne, pochodzące przeważnie z XIX wieku drewniane chałupy chłopskie konstrukcji wieńcowej, na kamiennych fundamentach, o ścianach pomazanych gliną. Usytuowane są na wąskich działkach, w większości szczytami do drogi. Oprócz domów mieszkalnych znajdują się tu stajnie, stodoły i inne budynki, łącznie są 43 zabudowania mieszkalne i gospodarcze. Ponadto znajduje się tu kościół pod wezwaniem Nawiedzenia Marii Panny z 1875 r., drewniana dzwonnica z 1770 r. i murowana szkoła z końca XIX w. Zachowała się oryginalna studnia głębokości 13 m z kołowrotem z 1860 r. Przez środek wioski przepływa strumyk, mający postać kanału. Dachy kryte były słomianą strzechą, później gontami. Jest to oryginalna zabudowa o niezmienionym układzie architektonicznym. Pola otaczające wioskę tworzą strefę buforową i widokową. 
W niektórych domach znajdują się udostępnione do zwiedzania ekspozycje. W budynku o nazwie Rolnický dom jest ekspozycja obejmująca wyposażenie domu i sprzęty gospodarcze. W drugim domu (tzw. Dom UNESCO) jest ekspozycja obrazująca historię wsi. Jest też galeria obrazów.

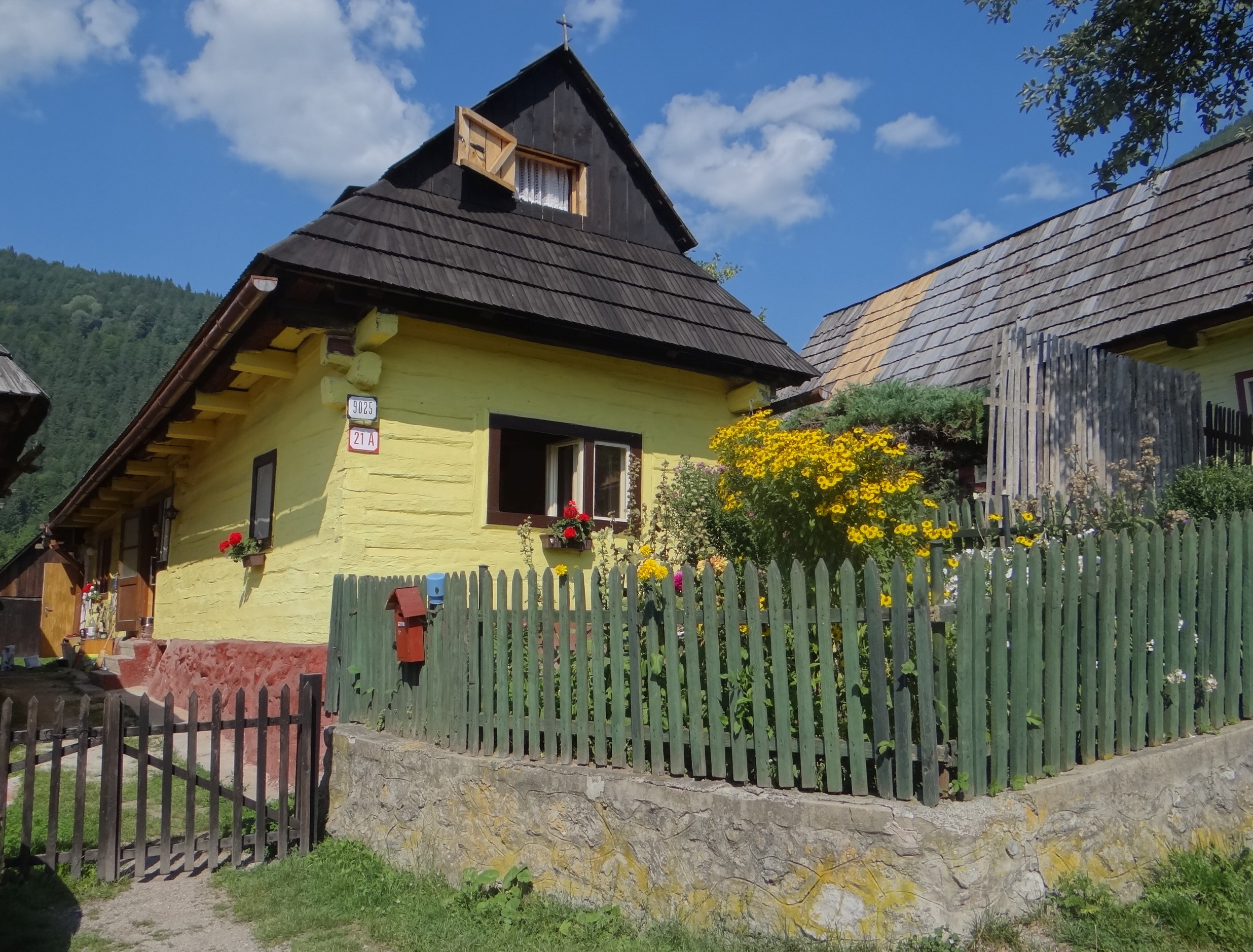
Chałupy
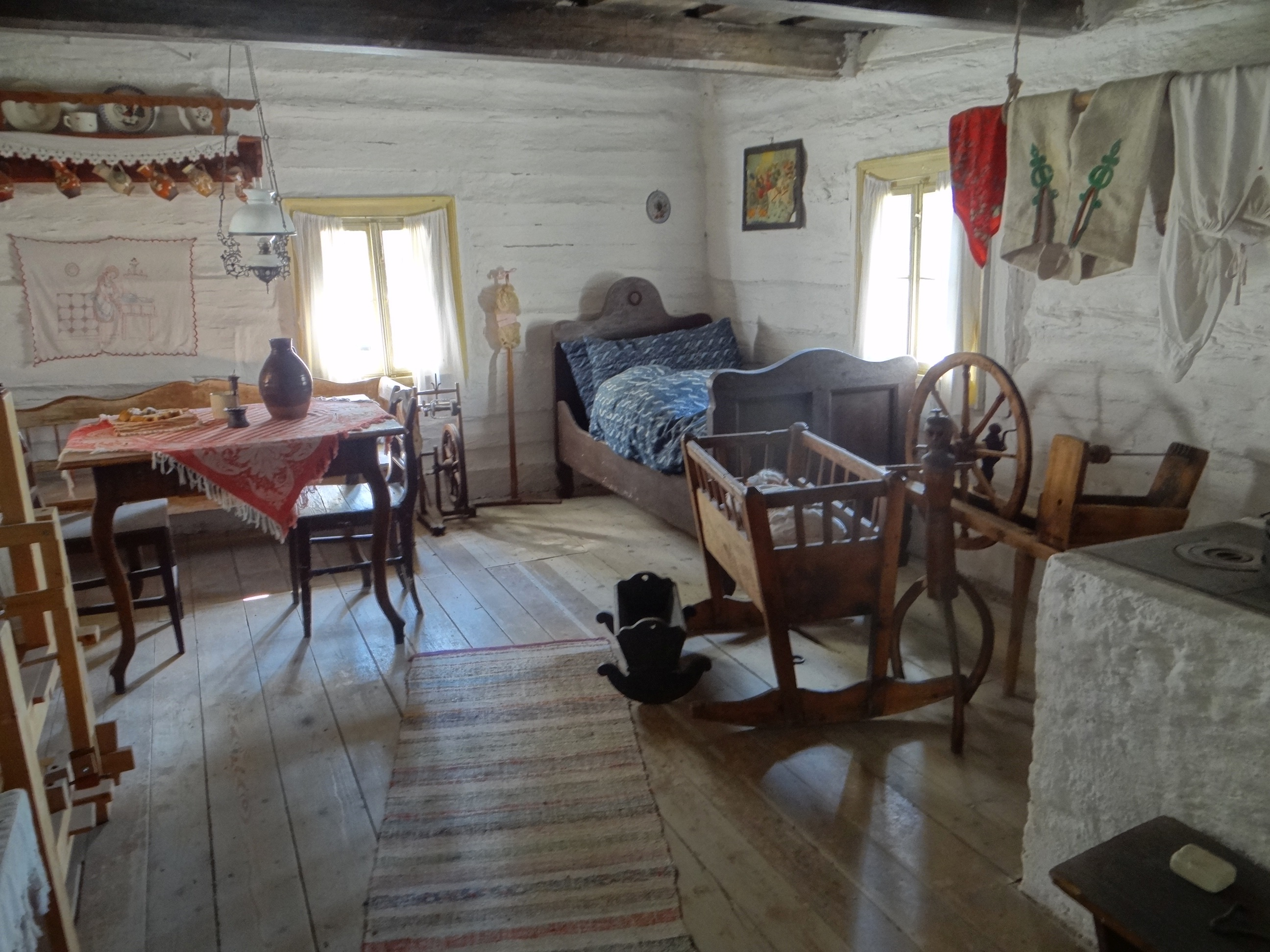
Izba w chałupie
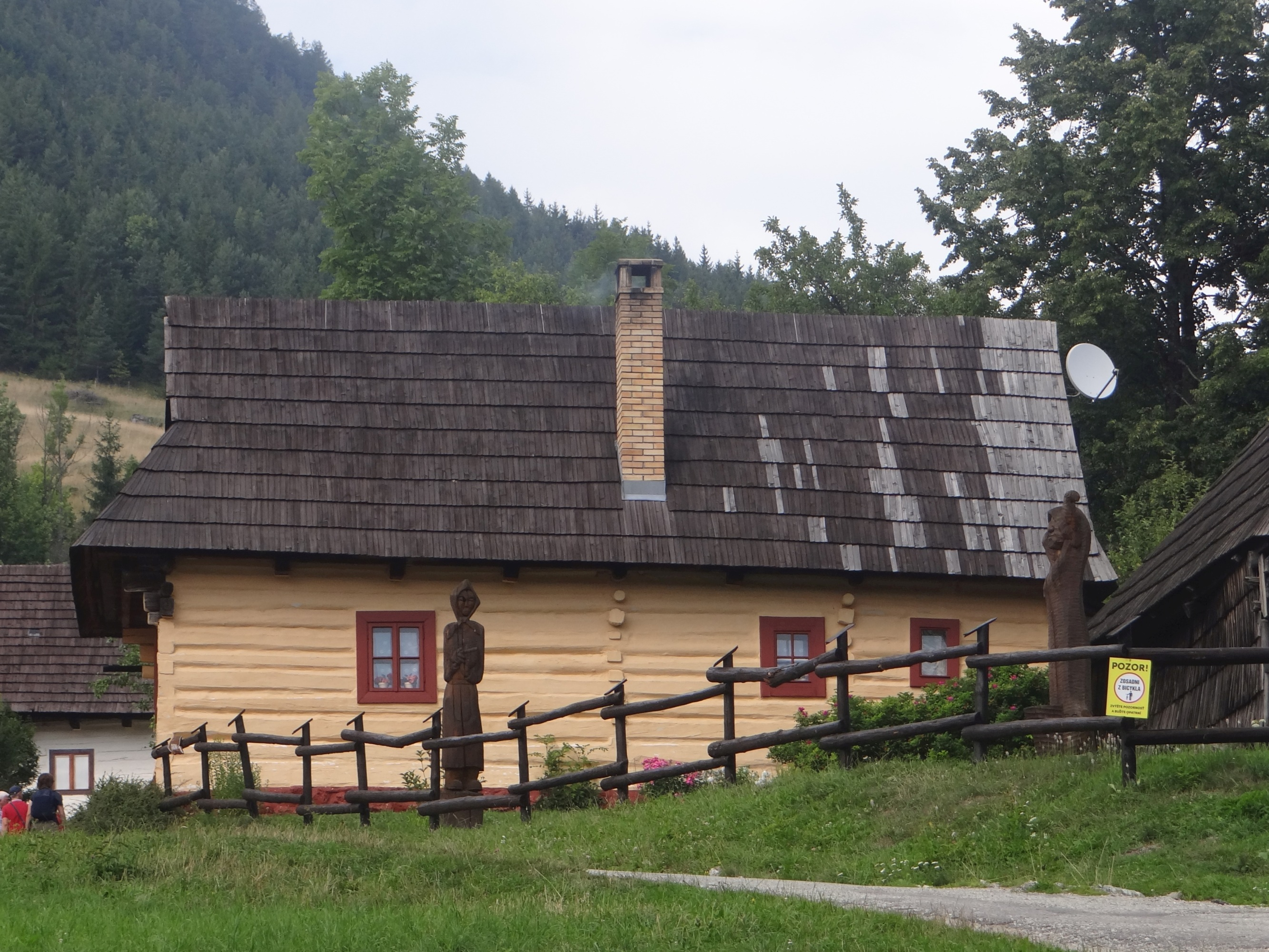
Rolnický dom
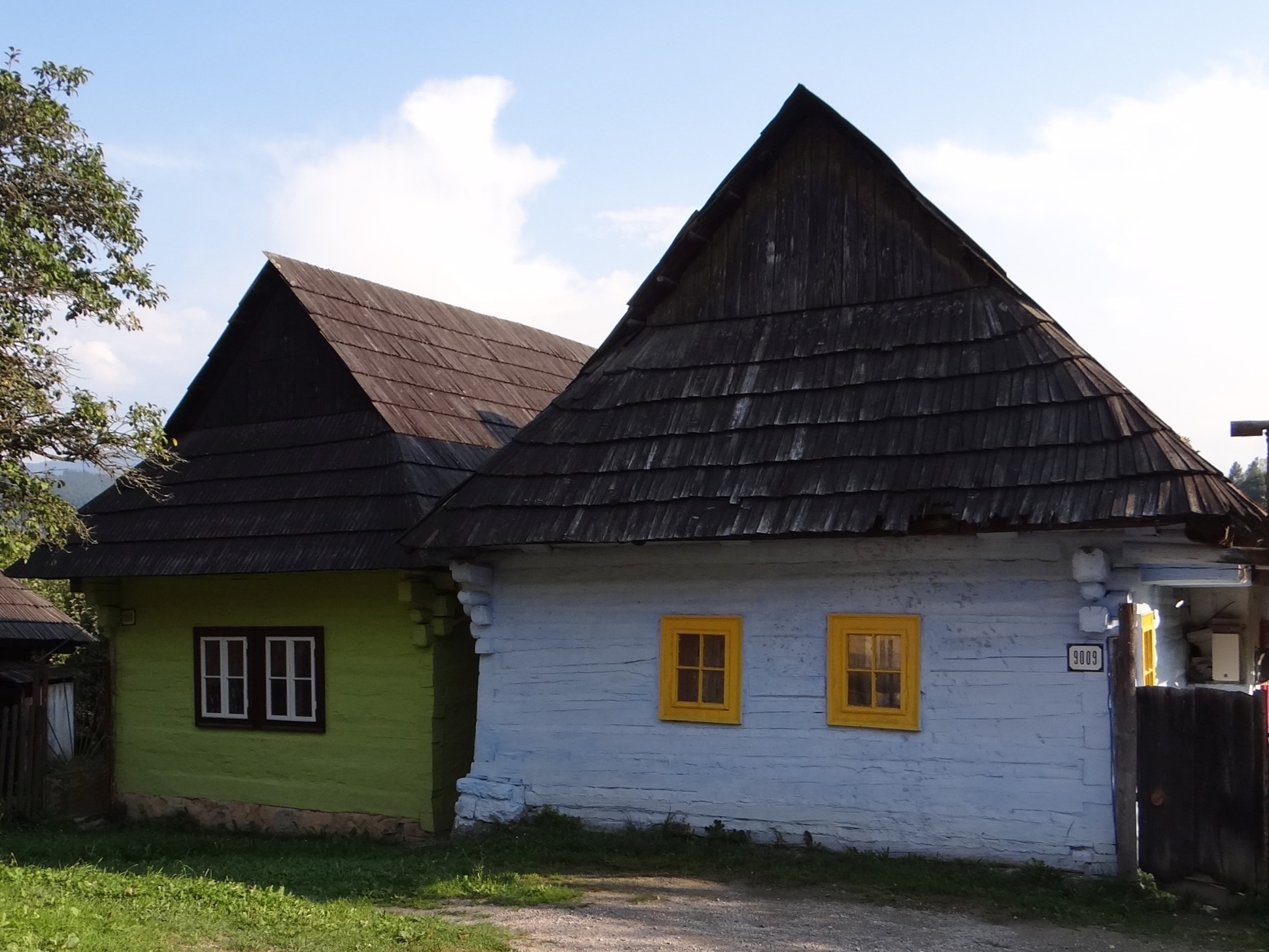
Chałupy
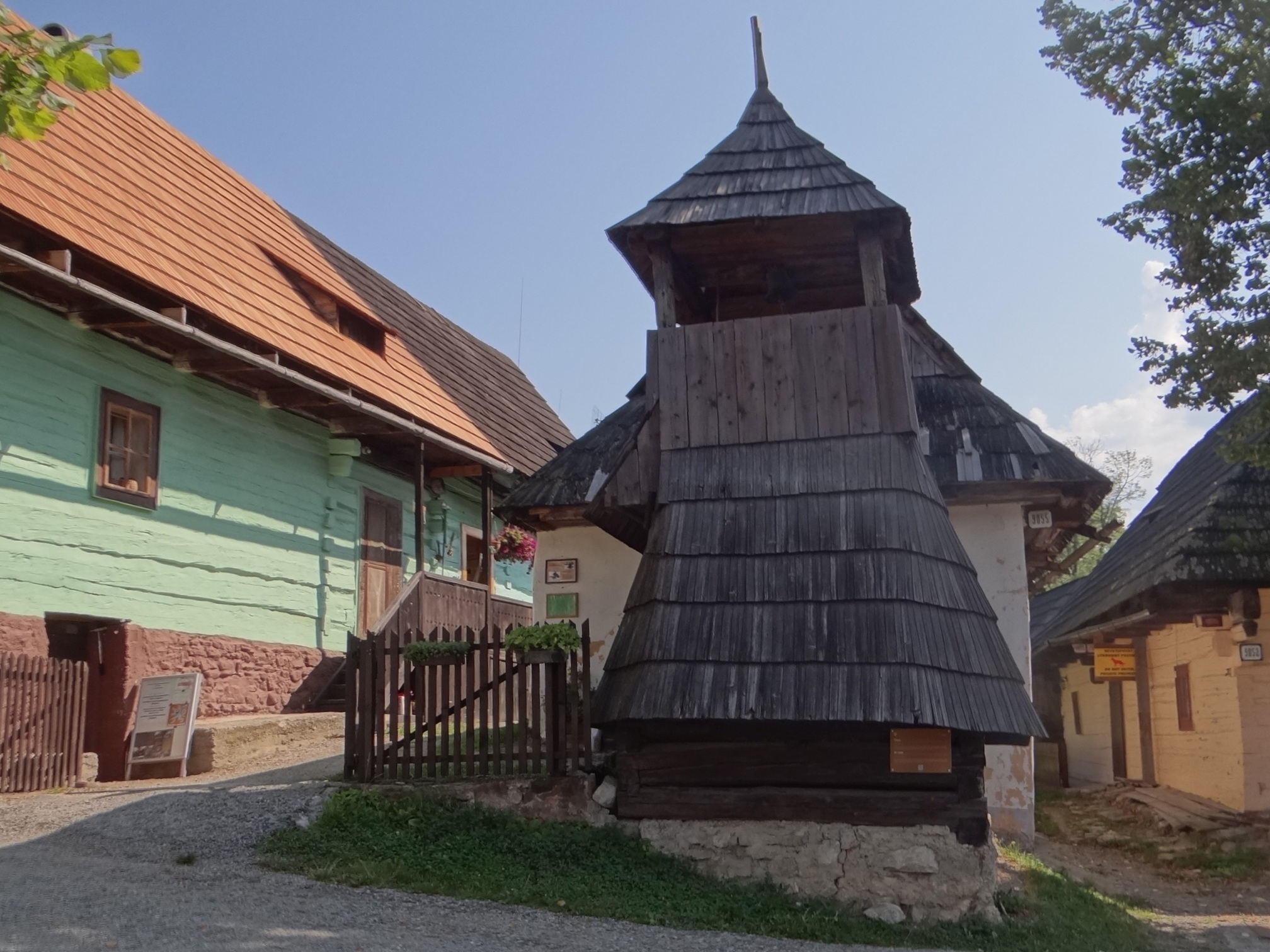
Dzwonnica
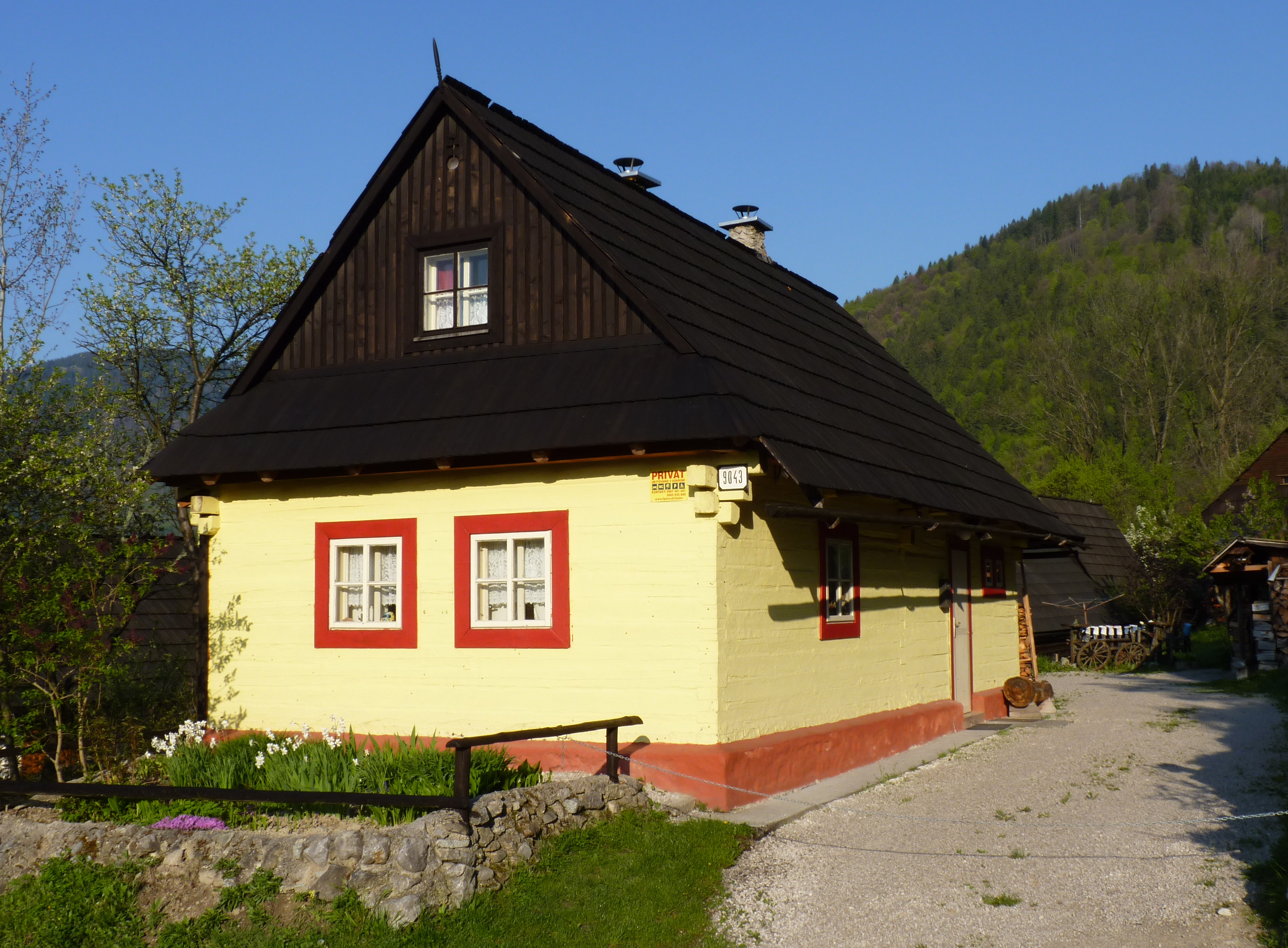
Chałupa
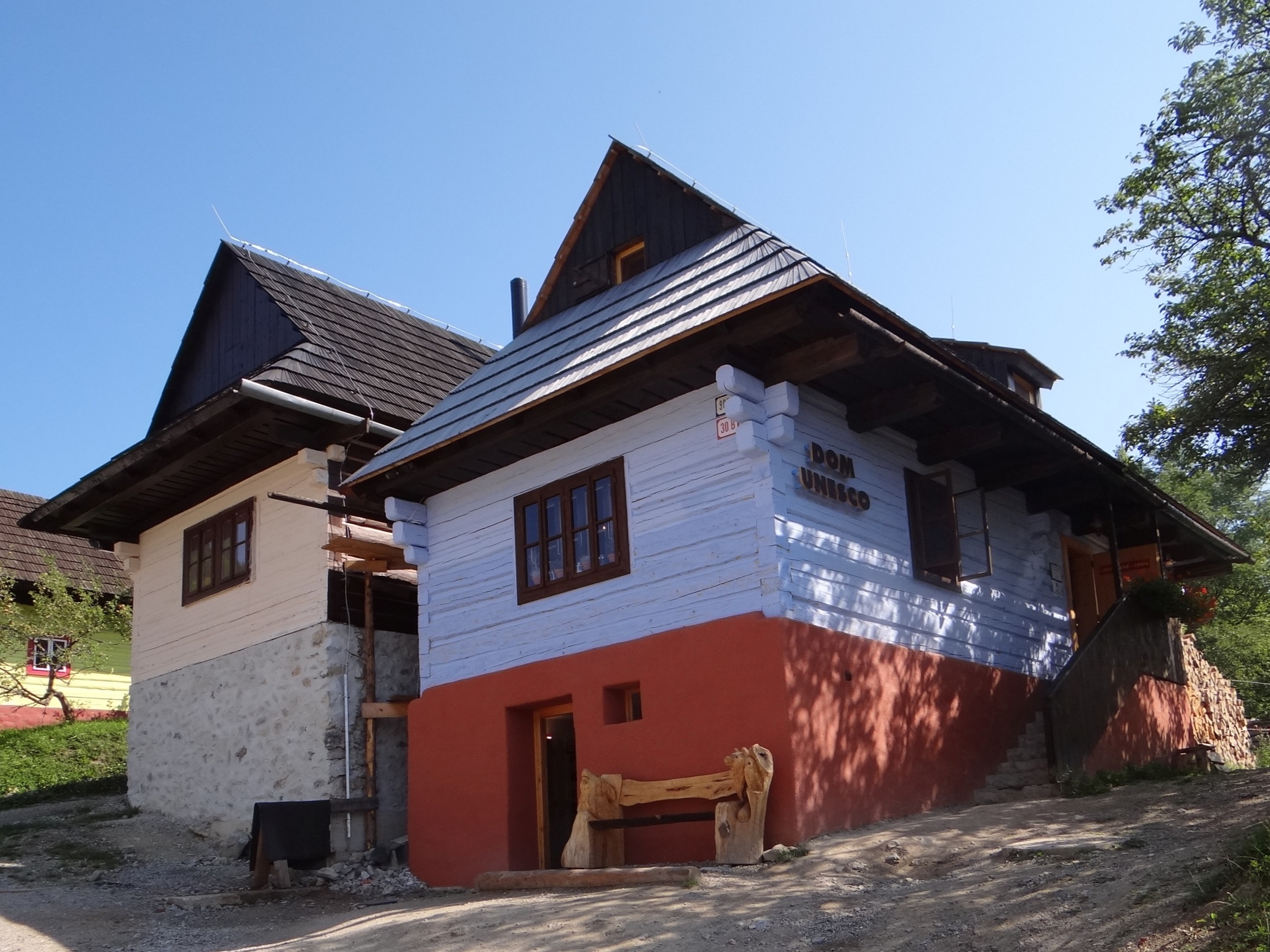
Dom UNESCO
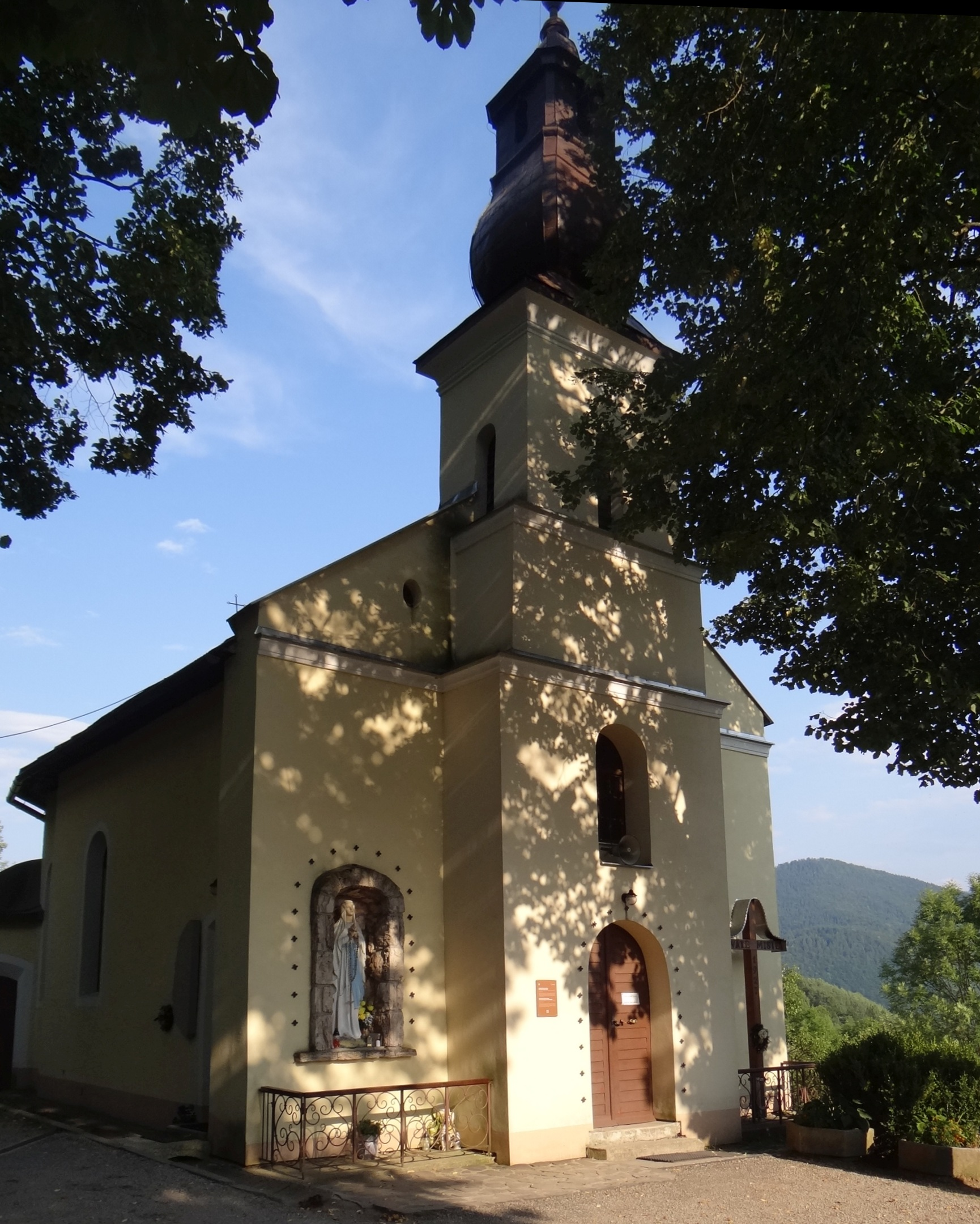
Kościół

## Turystyka
Przez osadę prowadzi szlak pieszy, ścieżka dydaktyczna i szlak rowerowy. Można do skansenu dojechać samochodem. Przy skansenie znajdują się dwa płatne parkingi; jeden przy osadzie, drugi niżej, na rozgałęzieniu doliny. Wstęp do skansenu jest płatny. 
  Biely Potok (Rużomberk) – Vlkolínec. Odległość 1,8 km, suma podejść 250 m, suma zejść 45 m, czas przejścia 50 min (z powrotem 40 min)
  Vlkolínec – Pod Sidorovom – Vlkolínské ľuky. Odległość 1,5 km, suma podejść 140 m, suma zejść 45 m, czas przejścia 35 min (z powrotem 30 min)
 Trlenská dolina – dolny parking – osada Vlkolínec – Borovník – dolny parking
 odcinek: Rużomberk – Krkavá skala – Vlkolínec – Trlenská dolina – Grúň – Pulčíkovo – Jazierskie travertíny – Jazierský vodopád – Trlenská dolina (przez osadę Vlkolínec rowery należy przeprowadzić)